# Manon (pel·lícula de 1949)
Manon (pronunciació francesa: [manɔ̃]) s una pel·lícula dramàtica francesa de 1949 dirigida per Henri-Georges Clouzot i protagonitzada per Serge Reggiani, Michel Auclair i Cécile Aubry. És una adaptació llunyana de la novel·la de 1731 Manon Lescaut d'Abbé Prévost. La pel·lícula va guanyar el Lleó d'Or al Festival de Cinema de Venècia, i va ser un èxit popular amb més de tres milions d'entrades venudes a França.
Va ser rodat als Victorine Studios a Niza. Els decorats de la pel·lícula van ser dissenyats pel director d'art Max Douy.

## Sinopsi
Clouzot actualitza l'escenari a Segona Guerra Mundial, fent la història sobre un lluitador de la Resistència francesa que rescata una dona dels vilatans convençuda que és una col·laboradora nazi.

## Repartiment
- Serge Reggiani com a Leon Lescaut
- Michel Auclair com a Robert Dégrieux
- Cécile Aubry com a Manon Lescaut
- Andrex com a traficant
- Raymond Souplex com a M. Paul
- André Valmy com el tinent Besnard / cap de bandolers
- Henri Vilbert com a capità del vaixell
- Helena Manson com a comare
- Dora Doll com a Julieta
- Simone Valère com Isé, la minyona
- Gabrielle Fontan com la venedora als lavabos
- Gabrielle Dorziat com a senyora Agnès
- Rosy Varte com a petit paper
- Michel Bouquet com el segon
- Robert Dalban com el majordom
- Jean Hébey com a L'hoteler
- Jacques Dynam com un mariner
- Max Elloy com el cambrer
- Daniel Ivernel com a oficial nord-americà
- François Joux com a L'arquitecte